# Oxytropis pseudomyrophylla
Oxytropis pseudomyrophylla là một loài thực vật có hoa trong họ Đậu. Loài này được S.H. Cheng ex X.Y. Zhu, H. Ohashi & Y.B. Deng miêu tả khoa học đầu tiên năm 1999.